# 415 a.C.
Il 415 a.C. (CDXV a.C. in numeri romani) è un anno  del V secolo a.C.

## Eventi
- Partenza di Alcibiade e della flotta ateniese per Siracusa. Gli altri strateghi sono Lamaco e Nicia
- Mutilazione delle Erme ad Atene, di cui viene accusato Alcibiade.
- Alcibiade, inizialmente ottenendo un condono dalle accuse per non privare la spedizione della sua strategia, venne poi richiamato ad Atene e, in questo frangente, fuggì a Sparta.
- Melo: gli abitanti dell'isola, rimasti neutrali nella Guerra archidamica, vengono massacrati e presi come schiavi da Atene.
- Roma
  - Tribuni consolari Numerio Fabio Vibulano, Gaio Valerio Potito Voluso, Publio Cornelio Cosso e Quinto Quinzio Cincinnato
  - I Romani sconfiggono i Bolani